# Pheidole demeter

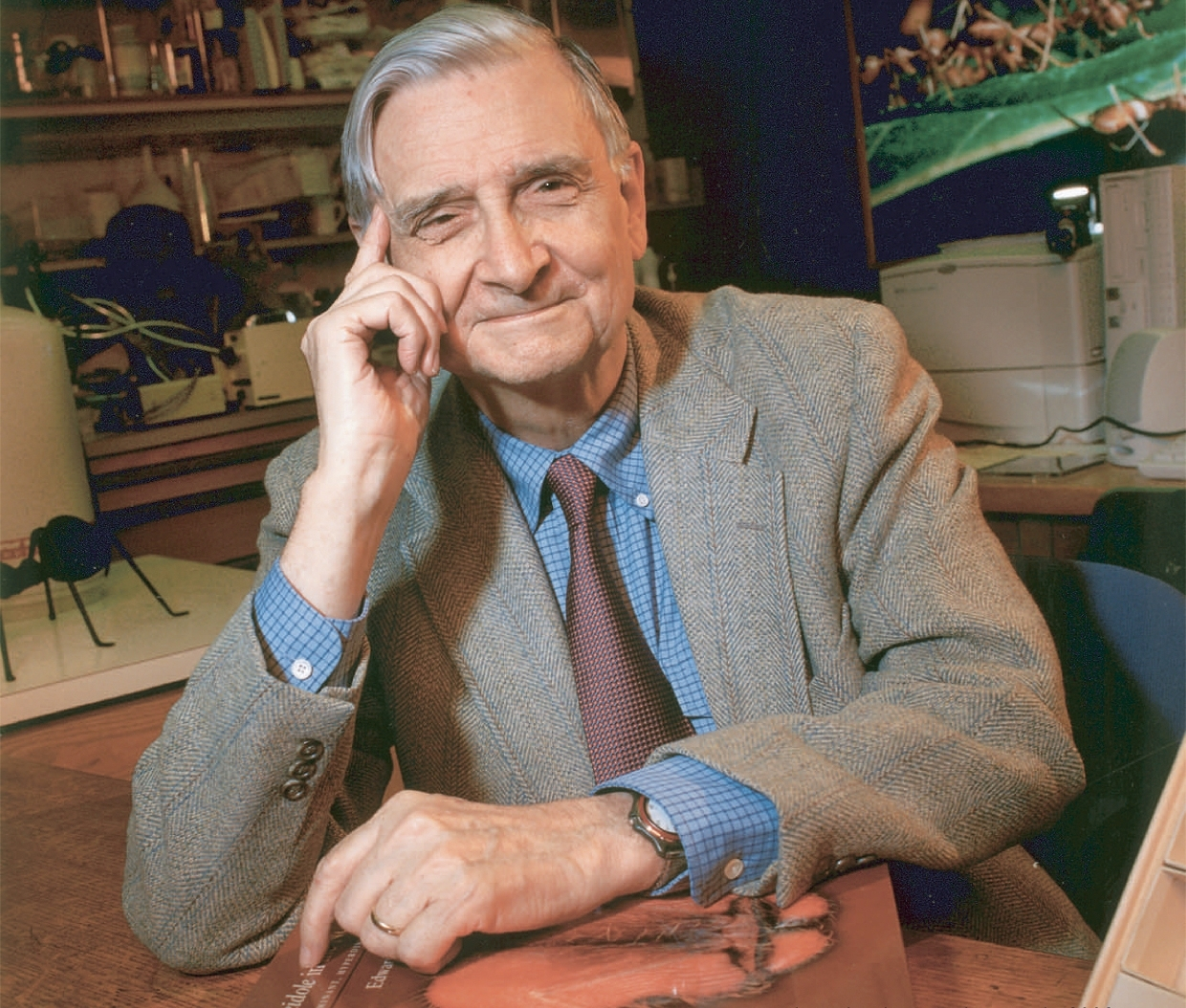
Профессор Эдвард Уилсон, автор первого описания вида.

Pheidole demeter  (лат.) — вид муравьёв рода Pheidole из подсемейства Myrmicinae (Formicidae). Новый Свет.

## Распространение
Южная Америка: Перу (Cuzco Amazónico, 15 км с.-в. от Puerto Maldonado, Madre de Dios).

## Описание
Мелкие земляные мирмициновые муравьи, длина около 2—3 мм, солдаты светло-коричневого цвета (ноги и усики светлее, желтовато-коричневатые; характерные для рода большеголовые солдаты крупнее). Проподеум выпуклый. Затылочный край головы солдат вогнутый. Усики рабочих 12-члениковые с 3-члениковой булавой. Ширина головы крупных солдат — 1,10 мм (длина головы — 1,12 мм). Ширина головы мелких рабочих 0,50 мм, длина головы 0,60 мм, длина скапуса — 0,66 мм. Стебелёк между грудкой и брюшком состоит из двух члеников: петиолюса и постпетиолюса (последний четко отделен от брюшка). Pheidole demeter относится к видовой группе Pheidole diligens Group и сходен с видами Pheidole calimana, Pheidole cataractae, Pheidole scimitara и Pheidole tenuis, но отличается мелкими почти редуцированными проподеальными шипиками и скульптурой головы. Вид описан в 2003 году американским мирмекологом профессором Эдвардом Уилсоном и назван в честь Деметры (др.-греч. Δημήτηρ, Δηώ), покровительницы земледелия и богини плодородия из древнегреческой мифологии.